# Катаев, Владимир Иванович
Владимир Иванович Катаев (1928 — 2005) — советский военный деятель, организатор испытаний ракетно-космической техники, генерал-майор (1982). Заместитель начальника НИИП №5 МО СССР по измерениям (1978—1988). Лауреат Государственной премии СССР (1988).

## Биография
Родился 17 июля 1928 года в городе Пермь.
С 1948 по 1953 год обучался в Московском  авиационном институте имени Серго Орджоникидзе и с 1953 по 1954 год на факультете реактивного вооружения Военной инженерной академии имени Ф. Э. Дзержинского. С 1954 по 1956 год служил в 77-й инженерной бригады РВГК в должности начальника отделения подготовки исходных данных штаба дивизиона этой бригады. 

### Служба на Байконуре
С 1956 года был направлен для прохождения службы в НИИП №5 МО СССР где служил в должностях: инженер, старший инженер и руководитель лаборатории 16-го отдела, занимался научно-испытательными работами в области математической обработки результатов измерений полигонного измерительного комплекса. В. И. Катаев был участником лётно-конструкторских испытаний двухступенчатой межконтинентальной баллистической ракеты «Р-7», в период испытаний занимался определением координат попадания головной части ракеты в цель и оперативным определением мест падения ракеты в случае аварийного пуска.
С 1961 года — заместитель начальника отдела по обработке траекторных измерений, занимался освоением обработки всех траекторных измерений методом наименьших квадратов. 12 апреля 1961 года при запуске первого космонавта
Земли Ю. А. Гагарина на Ракете-носителе «Восток» с кораблём  «Восток-1», В. И. Катаев возглавлял оперативную группу по обработке траекторных измерений этого полёта.
С 1964 по 1969 год — начальник отдела математической обработки траекторных измерений 3-го испытательного управления. С 1969 по 1978 год — заместитель начальника 3-го испытательного управления по опытно-испытательным работам. С 1978 по 1988 год — начальник 3-го испытательного управления и заместитель начальника НИИП №5 МО СССР по измерениям. Под руководством и при непосредственном участии В. И. Катаева были успешно выполнить программы  как по оборонным, так и по космическим запускам, за время своей службы на космодроме он был участником запуска более чем полторы тысячи ракет, как военного назначения, так и космического, в том числе многоразового космического корабля «Буран»,  ракет-носителей «Зенит» и «Энергия».
Скончался 11 мая 2005 года в Киеве, похоронен на Лесном кладбище.

## Награды
- Орден Октябрьской Революции (1982)
- Орден Красной Звезды (1968)
- Орден «За службу Родине в Вооружённых Силах СССР» III степени (1975)
- Государственная премия СССР (1988)[1]